# Culex philippinensis
Culex philippinensis är en tvåvingeart som beskrevs av Sirivanakarn 1976. Culex philippinensis ingår i släktet Culex och familjen stickmyggor.
Artens utbredningsområde är Filippinerna. Inga underarter finns listade i Catalogue of Life.